# 保罗·马歇尔·约翰逊
保罗·马歇尔·约翰逊, Jr.（Paul Marshall Johnson, Jr.，1955年5月8日—2004年6月18日）是一名居住在沙特阿拉伯的美国直升机工程师，出生于新泽西州，他在沙特阿拉伯遭武装分子劫持后被谋杀。

## 绑架事件
保罗·约翰逊在洛克希德·马丁公司工作，负责AH-64阿帕奇直升机。于2004年6月12日在雅利德附近的一个检查站遭绑架。绑架者称自己是基地组织阿拉伯半岛分支。2004年6月15日阿卜杜勒·阿齐兹·玛克云为首的组织在一个伊斯兰网站上发布了约翰逊被蒙着眼睛的视频，并威胁要杀死他，除非在72小时内释放沙特监狱中的所有“基地组织”囚犯。但美国和沙特阿拉伯表示不同意他们的要求。阿卜杜勒·本·阿卜杜勒-阿齐兹·沙特王储表示要加强对恐怖组织的防范。
约翰逊的同事阿卜杜拉·莫明通过电视台表示约翰逊与美国军事无关，发布了一封请愿书，要求武装分子释放约翰逊。另外，恐怖组织成员苏丹·哈瑟里被认为参加过对约翰逊的绑架和谋杀。

## 被杀
在6月18日UTC17时30分，阿拉伯电视台和CNN报道约翰逊被谋杀。这报道来源于在互联网上发布的三张关于谋杀的照片。沙特阿拉伯警方曾声称发现约翰逊的尸体，但这一说法于6月19日被撤销。后知道约翰逊的尸体被发现，警方才公布其已经死亡的消息。